# アップミンスター・ブリッジ駅
アップミンスター・ブリッジ駅 (アップミンスター・ブリッジえき、英語: Upminster Bridge station) は、イースト・ロンドン、ハヴァリング区アップミンスター・ブリッジにあるロンドン地下鉄ディストリクト線の駅である。トラベルカード・ゾーン6に属する。ディストリクト線の東端から2番目に位置している。当駅は1934年12月17日にロンドン・ミッドランド・アンド・スコティッシュ鉄道により開業した。

## 歴史
当駅は1934年12月17日にアップミンスター・ブリッジに開業した。駅の運営はロンドン・ミッドランド・アンド・スコティッシュ鉄道によって行われていたが、列車の運行はディストリクト線のみだった。1947年運輸法により1948年に駅の所有権をイギリス国鉄に移管した。その後、1969年に所有権をロンドン地下鉄に移管した。

## デザイン
当駅は島式ホーム1面を有する地上駅で盛土の上に位置している。平行してc2cも走行しているがホームはない。ホーム全体を屋根が覆っていて、中央には待合室がある。切符売り場（駅舎）はアール・デコ調の赤レンガでホームより下に位置しており、ホームへは地下道と階段で繋がっている。駅舎の床は建設当時人気であった卍を逆にしたタイルで貼られている。当駅はハヴァリング区議会により地域の重要な遺産建築としてイギリス指定建造物に挙げられている。
2005年から2006年に掛けて、指定管理者制度によるロンドン地下鉄のメンテナンス協定の一環としてメトロネットによる改修が行われた。

## 場所
当駅の近くを流れるイングレボーン川との交差点にちなんで駅名が命名された。この川はホーンチャーチとアップミンスターの古い教区の境となっていた。当駅はホーンチャーチの西に位置している。駅はアップミンスター・ロードに面していて、商店街と隣接している。主要な住宅街にあり、近くにはハヴァリング・シックスス・フォーム大学とホーンチャーチ・スタジアム、ロンドン外周散歩道がある。

## 運行
日中の運転パターンは以下の通り（本数は1時間あたり）。
- 12本 アップミンスター駅行き
- 6本 アールズ・コート駅経由イーリング・ブロードウェイ駅行き
- 6本 アールズ・コート駅経由リッチモンド駅（英語版）行き

## バス路線
ロンドンバスの248、370、646、648、652系統と、エンサインバスの26系統が当駅から発着する。

## 隣の駅
ロンドン交通局
ロンドン地下鉄
■ディストリクト線
アップミンスター駅(終点) - アップミンスター・ブリッジ駅 - ホーンチャーチ駅（ウィンブルドン、リッチモンドまたは、イーリング・ブロードウェイ方面）

## ギャラリー

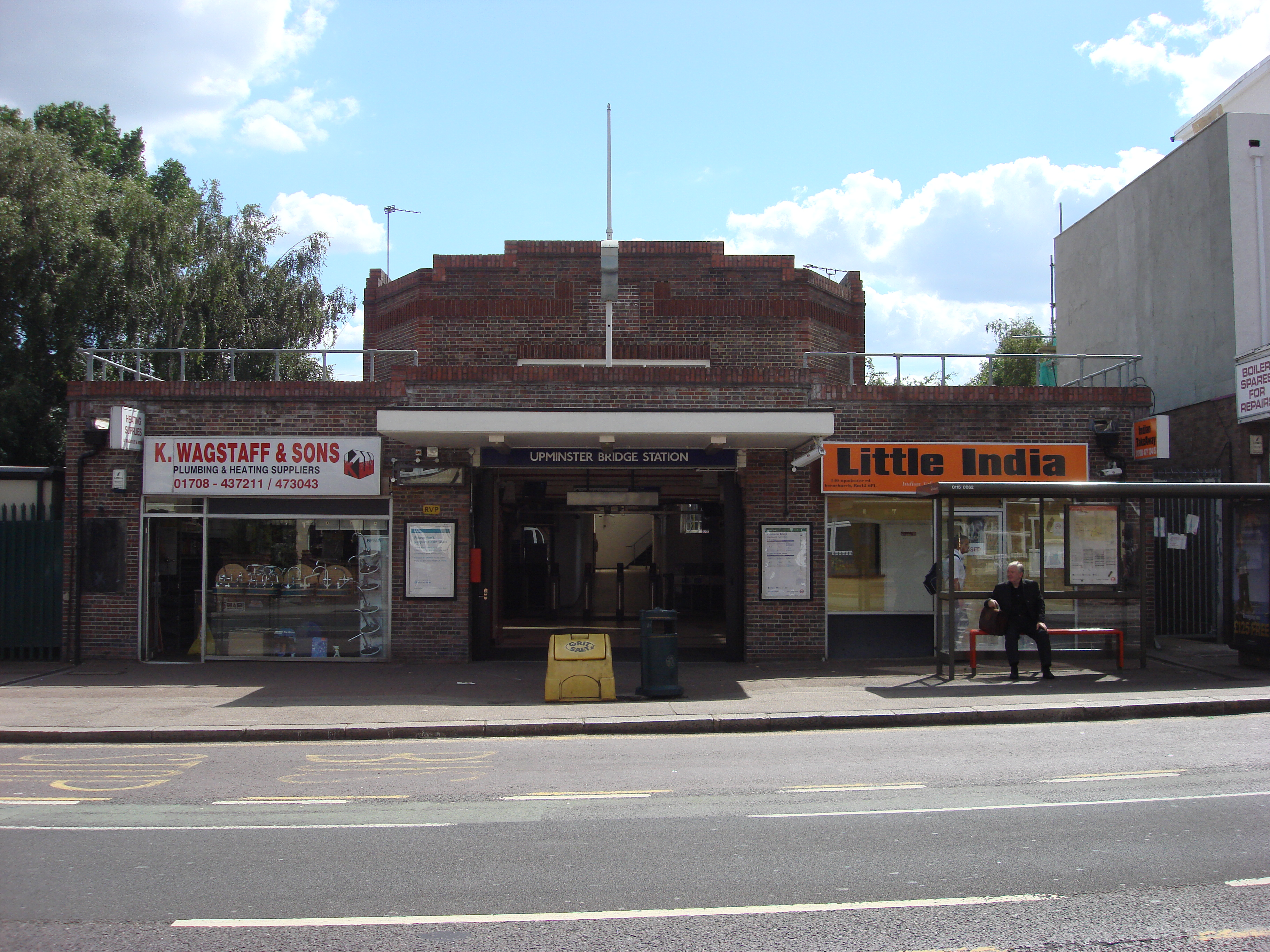
駅の全景
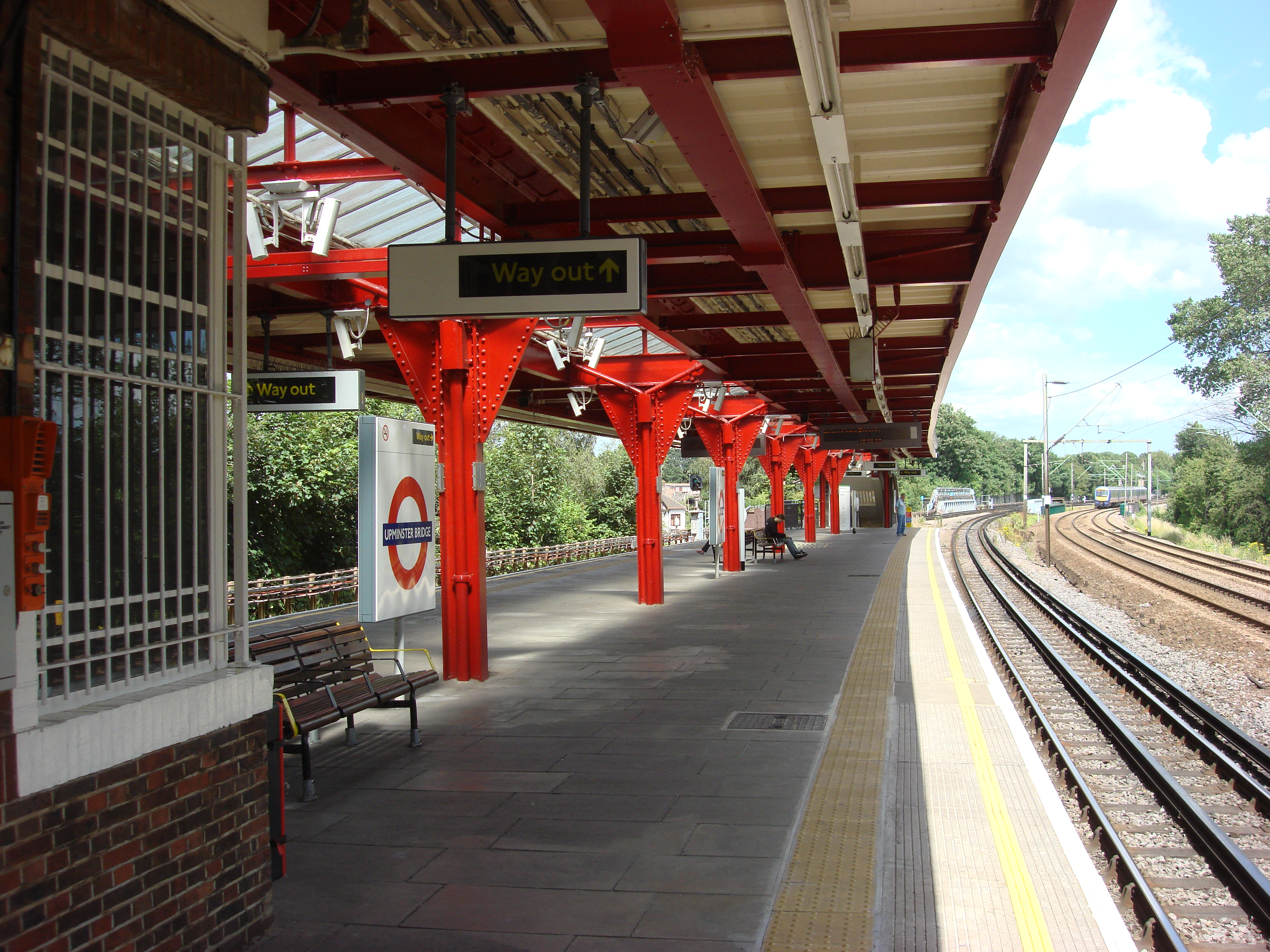
西側の1番プラットホーム
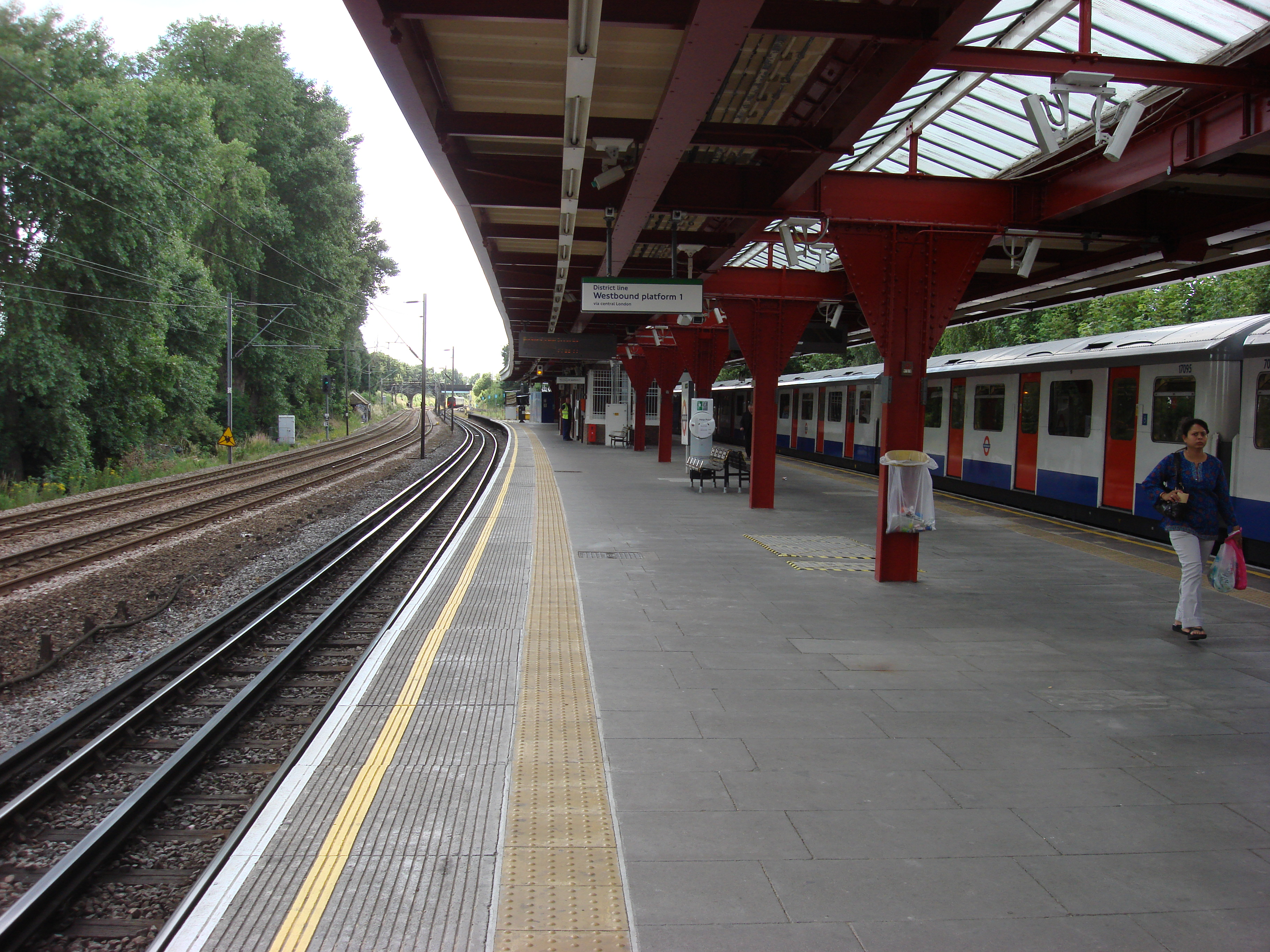
西側の1番プラットホーム
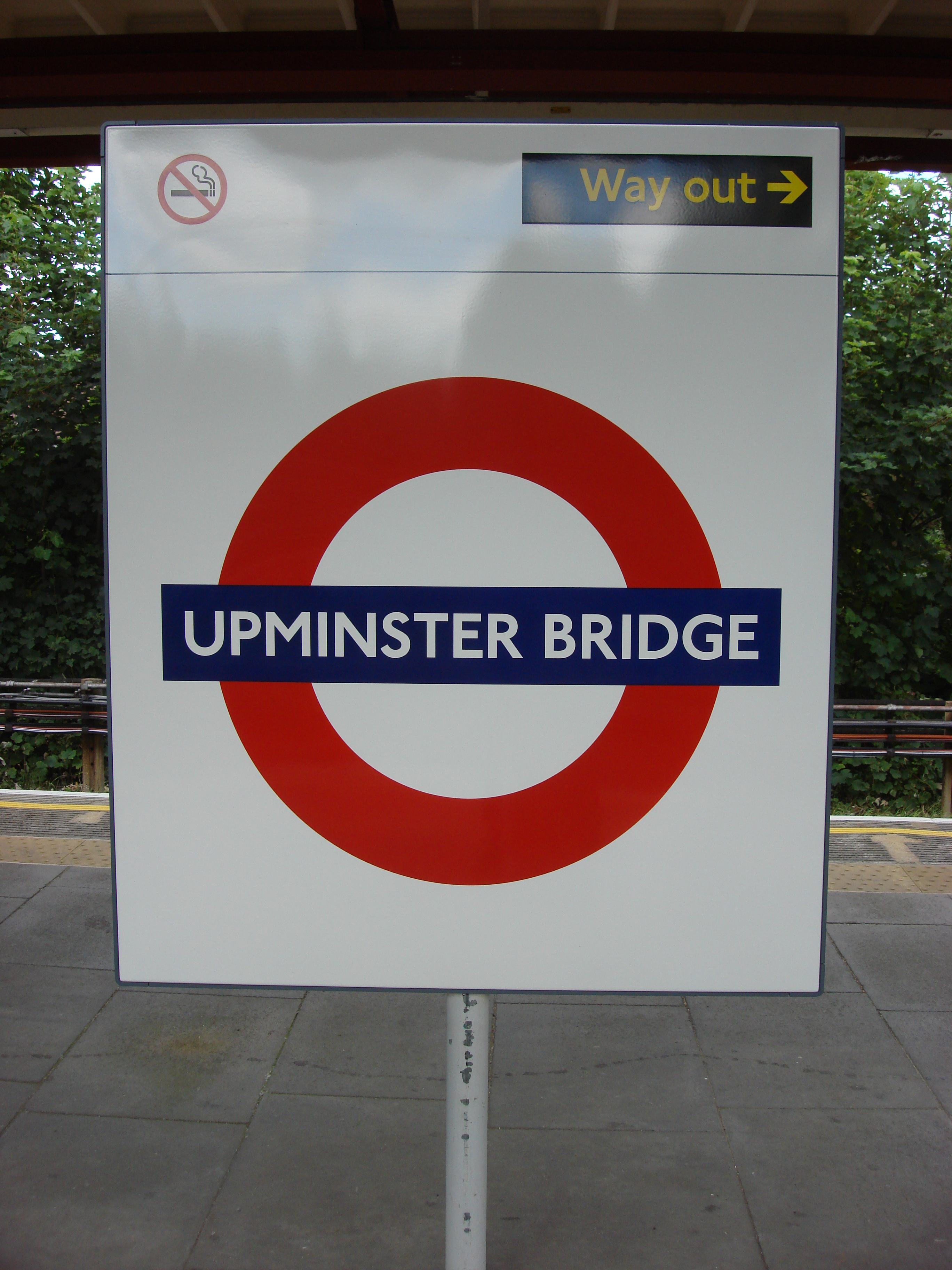
マーク